# Roksolana Byljakowska
Roksolana Byljakowska (ukrainisch Роксолана Биляковска; * 1. Juni 1984 in Lemberg) ist eine ehemalige ukrainische Naturbahnrodlerin. Sie startete von 2003 bis 2004 im Weltcup und ist eine der wenigen Frauen, die auch im Doppelsitzer an einem Weltcuprennen teilnahmen. Zudem war sie 2004 die erste Frau, die für die Ukraine an einer Europameisterschaft teilnahm.

## Karriere
Roksolana Byljakowska bestritt im Januar 2003 in Hüttau und Kindberg ihre ersten Weltcuprennen. Während sie in Hüttau nur als 16. und Letzte ins Ziel kam, ließ sie in Kindberg als Zwölfte zwei Rodlerinnen hinter sich. Anschließend nahm sie an der Junioreneuropameisterschaft 2003 in Kreuth teil, wo sie als Vorletzte den 21. Platz belegte. Beim Weltcupfinale der Saison 2002/2003 in Olang kam sie als 15. erneut als Drittletzte ins Ziel und belegte damit Platz 16 im Gesamtweltcup. Beim Weltcupfinale ging sie auch zusammen mit Juri Harzula im Doppelsitzer an den Start, womit sie eine der ganz wenigen Frauen war, die an Weltcuprennen im Doppelsitzer teilnahmen. Das Duo Hartsula/Byljakowska kam jedoch nur auf den zwölften und letzten Platz und für Byljakowska blieb dies ihr einziger Weltcupstart im Doppelsitzer.
In der Saison 2003/2004 nahm Roksolana Byljakowska an zwei Weltcuprennen teil. Sie erzielte beim Auftaktrennen in Olang als Vorletzte den 19. Platz und im vierten Saisonrennen in Moskau als Letzte den elften Platz, womit sie im Gesamtweltcup auf Rang 22 kam. Sie nahm auch an der Juniorenweltmeisterschaft 2004 in Kindberg teil, wo sie unter 20 Starterinnen den 16. Platz belegte. Ihren letzten internationalen Auftritt hatte sie bei der Europameisterschaft 2004 in Hüttau, ihrem einzigen Titelkampf in der Allgemeinen Klasse. Byljakowska war die erste Frau die für den ukrainischen Verband an einer Europameisterschaft teilnahm und erreichte bei dieser Premiere den 23. Platz unter 26 Starterinnen.

## Erfolge

### Europameisterschaften
- Hüttau 2004: 23. Einsitzer

### Juniorenweltmeisterschaften
- Kindberg 2004: 16. Einsitzer

### Junioreneuropameisterschaften
- Kreuth 2003: 21. Einsitzer

### Weltcup
- Drei Top-15-Platzierungen in Einsitzer-Weltcuprennen
- Eine Top-15-Platzierung in Doppelsitzer-Weltcuprennen